# الأنبا ونس
القديس ونس (بالقبطية: Ⲁⲃⲃⲁ ⲓⲱⲁⲛⲛⲏⲥ)‏، ومعروف أيضا بالأنبا ونس، هو طفل قبطي شهيد، ولد لوالدين فقيرين من طيبة (الآن الأقصر) في مصر. يتم تبجيله باعتباره شفيع الأشياء الضائعة.

## الحياة والاستشهاد
كان القديس ونس ابنا وحيدا و خادما شماسا في الكنيسة. عاش خلال فترة الاضطهاد في عهد الرومان. أصبح معروفًا كمتحدث شجاع وحكيم ساعد الناس على التمسك بالإيمان المسيحي. ونتيجة لذلك، استاء الحاكم الروماني أريانوس الإسكندرية (الذي أصبح فيما بعد شهيدًا مسيحيًا) عندما سمع عن هذا القديس. كان أريانوس الحاكم الروماني لأنصنا (أنتينوبوليس). أرسل الجنود بأوامر لحمله على التخلي عن إيمانه. رفض الطفل، فأمر الحاكم بتعذيبه بقطع رأسه. كان ذلك في السادس عشر من هاتور من التقويم القبطي. استشهد في نفس الفترة التي استشهد فيها أطفال آخرون مثل القديس أبانوب.